# Therapeut
Als Therapeut (altgr.  θεραπευτής [therapeutés]: „der Diener, der Aufwartende, der Wärter, der Pfleger“) wird heutzutage ein Anwender eines Heilberufes oder eines Heilverfahrens, wie beispielsweise ein behandelnder Arzt (im Hinblick auf seine Aufgabe, bestimmte Therapien anzuwenden) oder Psychotherapeut bezeichnet.
Insbesondere findet der Begriff Therapeut in der klinischen Psychologie und in den Heilberufen bzw. Medizinfachberufen Verwendung. Die meisten Berufsbilder, in denen die Stammform Therapeut enthalten ist, sind anerkannt und geschützt.
Die um 1900 in die deutsche Sozialgesetzgebung eingeführte Bezeichnung Behandler bezog sich insbesondere auf nicht ärztlich approbierte Therapeuten („wie zum Beispiel Heilpraktiker oder auch Kurpfuscher“) und ist somit (auch) heute nicht mehr synonym zum Wort Therapeut.

## Deutschland
In Deutschland ist die Bezeichnung Therapeut allein oder ergänzt mit bestimmten Begriffen gesetzlich nicht geschützt und daher kein Hinweis auf ein erfolgreich abgeschlossenes Studium oder auch nur fachliche Kompetenz. Im Gegensatz dazu stehen etwa die gesetzlich geschützten Berufsbezeichnungen der Heilberufe Arzt, Heilpraktiker und Psychotherapeut sowie die Gesundheitsfachberufe Logopäde, Motopäde, Ergotherapeut und Physiotherapeut, die erst nach bestandener staatlicher Prüfung geführt werden dürfen.
Der Begriff des Therapeuten ist in Deutschland frei und genießt grundsätzlich keinen besonderen Schutz. Davon ausgenommen ist z. B. der Physiotherapeut und Ergotherapeut. Die Bezeichnung des „Massagetherapeuten / Wellnesstherapeuten“ steht daher dem in §§ 8 ff. des Masseur- und Physiotherapeutengesetzes geregelten Ausbildungsberuf des Physiotherapeuten gegenüber. Die Bezeichnungen werden vom Verkehr begrifflich unterschieden und inhaltlich als zwei verschiedene Berufe erkannt. Auch der Begriff „Psychotherapeut“ ist staatlich geschützt und Diplom-Psychologen und Psychologen mit Masterabschluss vorbehalten, die eine Zusatzausbildung zum „Psychologischen Psychotherapeuten“ absolviert und damit die Approbation erlangt haben. Der Begriff „Psychotherapie“ hingegen ist nicht geschützt und darf auch von Heilpraktikern genutzt werden. Auch Sozialpädagogen (Diplom oder Master) können mit entsprechender Zusatzausbildung und staatlicher Prüfung als Kinder- und Jugendpsychotherapeut die Approbation für den genannten Bereich erlangen und den Begriff „Kinder- und Jugendpsychotherapeut“ führen. Vergleiche hierzu auch einen Beschluss des Landgerichts Kiel:
In einem Behandlungskonzept der stationären Psychotherapie, in dem mehrere Therapeuten zusammenwirken, gibt es zudem den Bezugstherapeuten als bindendes Element.
Heute werden mit dem Begriff Therapeut alleine oder in Verbindung mit ergänzenden Begriffen auch Anwender nicht heilbezogener Verfahren bezeichnet, etwa Wellnesstherapeut, Yogatherapeut, Schönheitstherapeut, Hundetherapeut, Transformations-Therapeut, Derma-Therapeut, Neurofeedbacktherapeut, Marte Meo Therapeut, Lerntherapeut,  Landschaftstherapeut oder Vital-Therapeut. Alle diese Begriffe sind in Deutschland nicht gesetzlich geschützt; ihre Verwendung ist daher frei. Insofern kann heute aus dem Begriff Therapeut kein Hinweis auf einen medizinischen Kontext der Tätigkeit oder gar eine geschützte Berufsbezeichnung entnommen werden.

## Österreich
In Österreich sind Therapeuten im Bereich Psychotherapie Absolventen einer mehrjährigen Zusatzausbildung an einem von 23 zugelassenen Instituten (2007). Die Ausbildung umfasst Theorie, Selbsterfahrung, angeleitete Praxis, Supervision, Prüfung.